# رابرت هرانج
رابرت هرانج (انگلیسی: Robert Hranj؛ زادهٔ ۵ سپتامبر ۱۹۶۲) فرمانده نظامی اهل کرواسی است، که هم‌اکنون به‌عنوان رئیس ستاد نیروهای دفاعی کرواسی فعالیت می‌کند.